# Lynnville (Iowa)
Lynnville és una població dels Estats Units a l'estat d'Iowa. Segons el cens del 2000 tenia 366 habitants.

## Demografia
Segons el cens del 2000, Lynnville tenia 366 habitants, 153 habitatges, i 106 famílies. La densitat de població era de 235,5 habitants/km².
Dels 153 habitatges en un 28,1% hi vivien nens de menys de 18 anys, en un 66,7% hi vivien parelles casades, en un 0,7% dones solteres, i en un 30,1% no eren unitats familiars. En el 28,1% dels habitatges hi vivien persones soles el 17% de les quals corresponia a persones de 65 anys o més que vivien soles. El nombre mitjà de persones vivint en cada habitatge era de 2,39 i el nombre mitjà de persones que vivien en cada família era de 2,93.
Per edats la població es repartia de la següent manera: un 23,2% tenia menys de 18 anys, un 6,6% entre 18 i 24, un 26,5% entre 25 i 44, un 23% de 45 a 60 i un 20,8% 65 anys o més.
L'edat mediana era de 42 anys. Per cada 100 dones de 18 o més anys hi havia 100,7 homes.
La renda mediana per habitatge era de 39.875 $ i la renda mediana per família de 50.750 $. Els homes tenien una renda mediana de 31.750 $ mentre que les dones 21.667 $. La renda per capita de la població era de 17.976 $. Entorn del 3,7% de les famílies i el 4,9% de la població estaven per davall del llindar de pobresa.

## Poblacions més properes
El següent diagrama mostra les poblacions més properes.